# Abu'l-Faraj al-Isfahani

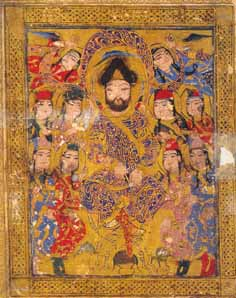
Ilustración del Libro de cantos

`Ali ibn al-Husayn ul-Isbahānī[cita requerida] (أبو الفرج الأصفهاني), también conocido como Abu'l-Faraj al-Isfahani o, en occidente, Abulfaraj[cita requerida] (897[cita requerida]-967), fue un sabio iraní de origen árabe (quraysh), conocido por haber recopilado antiguos poemas y poesías árabes en su principal trabajo, el Libro de cantos.
Nació en Isfahán, Persia (el nisba de su nombre árabe, al-Isfahani, significa "de Isfahán"), y pasó su juventud en Bagdad. Era descendiente directo del último califa omeya Marwan II, y gracias a ello, estaba ligado a la dinastía omeya de Al-Ándalus. Mantuvo correpondencia con el califa Alhakén II.[cita requerida]
El Libro de cantos o Libro de canciones (Kitāb al-Aghānī) ocupa más de veinte volúmenes en sus ediciones árabes modernas. Trata sobre canciones, cantantes y poetas, y reproduce numerosas anécdotas y narraciones tomadas de autores anteriores, a los que al-Isfahani menciona como sus fuentes. De esta forma, ha conservado partes de los escritos de autores del siglo IX cuya obra original se ha perdido, como es el caso de Ahmad Ibn Abi Tahir Tayfur. La obra nunca ha sido traducida al inglés.
Al-Isfahani escribió también una crónica sobre las muertes de los familiares de Alí a manos de las autoridades abasíes.